# Sugar Baby Rojas
Sugar Baby Rojas est un boxeur colombien né le 2 janvier 1961 à Barranquilla.

## Carrière
Passé professionnel en 1981, il devient champion du monde des poids super-mouches WBC le 8 août 1987 après sa victoire aux points contre l'argentin Santos Laciar. Rojas conserve son titre face à Gustavo Ballas puis le perd aux points face à Gilberto Román le 8 avril 1988. Également battu lors du combat revanche, il met un terme à sa arrière en 1993 sur un bilan de 37 victoires, 9 défaites et 1 match nul.

## Référence
1. ↑  (en) Santos Laciar vs. Sugar Baby Rojas (boxrec.com)